# Bruchhauser Steine (Vogelschutzgebiet)
Das Vogelschutzgebiet Bruchhauser Steine ist ein mit Verordnung von 2008 des Regierungspräsidiums Arnsberg ausgewiesenes Europäisches Vogelschutzgebiet (Schutzgebietkennung DE-4617-401) im deutschen Land Nordrhein-Westfalen.
Die Vogelschutzrichtlinie der Europäischen Union dient der Erhaltung der wildlebenden, im Gebiet ihrer Mitgliedsstaaten heimischen Vogelarten und der Regelung des Schutzes, der Bewirtschaftung und der Regulierung dieser Vögel, ihrer Eier und Lebensräume.

## Lage
Das rund 85 Hektar große Vogelschutzgebiet „Bruchhauser Steine“ liegt im Gebiet der Stadt Olsberg im Rothaargebirge. Seine zwei Teilgebiete erstrecken sich am Nordwesthang des 728 m hohen Istenbergs, nördlich und südlich der Landesstraße 743, zwischen den Ortsteilen Bruchhausen im Westen und Elleringhausen im Norden.
Namensgebend sind die vier Felsen „Bornstein“ (92 Meter hoch/700 m ü. NHN; bevorzugter Brutplatz von Wanderfalken), „Feldstein“ (45/756), „Goldstein“ (60/712; Brutplatz von Uhus) und „Ravenstein“ (72/701).

Sie bestehen aus Porphyr und das Grundgebirge aus weichem Tonschiefer, der sich vor rund 370 Millionen Jahren in der Zeit des Devon aus Ablagerungen eines urzeitlichen Meeres bildete. Bei späterem Vulkanismus vor 290 Millionen Jahren drang Lava in Spalten dieses Tonschiefers bis zum Meeresboden. Als die Lava erkaltete, entstanden verschiedene Lava-Gesteine wie Diabas- und Quarzkeratophyre. Bei der Variskischen Faltung, etwa 100 Millionen Jahre später am Ende der Karbon-Zeit, wurde der ehemalige Meeresboden zu einem Gebirge aufgerichtet. In den folgenden Millionen Jahren wurde dieses Gebirge durch Erosion wieder abgetragen. Bei der Erosion widerstanden die härteren Lava-Gesteine der Verwitterung besser als der sie umgebende Tonschiefer. So blieben die Felsen der Bruchhauser Steine stehen, während der sie umgebende Tonschiefer verschwand.

## Beschreibung
Das Schutzgebiet „Bruchhauser Steine“ wird als Areal eines „strukturreichen montanen Buchenmischwalds mit Brutvorkommen von Wanderfalke und Uhu sowie einer einzigartigen, in Nordrhein-Westfalen hochgradig seltenen Felsvegetation (Eiszeitrelikte), insbesondere der Moose und Flechten“, beschrieben.

### Lebensraumklassen
|                                                               |                                                               |  |      |      |
| N06 – Binnengewässer, stehend und fließend                    | N06 – Binnengewässer, stehend und fließend                    |  | 1 %  | 1 %  |
| N08 – Heide, Gestrüpp, Macchia, Garrigue, Phrygana            | N08 – Heide, Gestrüpp, Macchia, Garrigue, Phrygana            |  | 2 %  | 2 %  |
| N10 – Feuchtes und mesophiles Grünland                        | N10 – Feuchtes und mesophiles Grünland                        |  | 29 % | 29 % |
| N16 – Laubwald                                                | N16 – Laubwald                                                |  | 50 % | 50 % |
| N20 – Kunstforste                                             | N20 – Kunstforste                                             |  | 11 % | 11 % |
| N22 – Binnenlandfelsen, Geröll- und Schutthalden, Sandflächen | N22 – Binnenlandfelsen, Geröll- und Schutthalden, Sandflächen |  | 7 %  | 7 %  |
|                                                               |                                                               |  |      |      |

### Lebensraumtypen
Im Schutzgebiet kommen folgende Lebensraumtypen vor:
- 9110 – Hainsimsen-Buchenwald
- 9180 – Schlucht- und Hangmischwälder „Tilio-Acerion“
- 91E0 – Auen-Wälder mit Schwarz-Erle und Gemeiner Esche

## Schutzzweck
Genereller Schutzzweck ist der vordringliche Erhalt des Wanderfalkenbrutplatzes sowie der flechten- und moosreichen Felsvegetation durch eine naturnahe Waldbewirtschaftung, ein Kletterverbot, die Freizeitlenkung und eine extensive Grünlandbeweidung.
Die gebietsbezogenen Erhaltungs- und Entwicklungsziele sind je nach Art unterschiedlich beschrieben.

### Brutvögel

#### Grauspecht

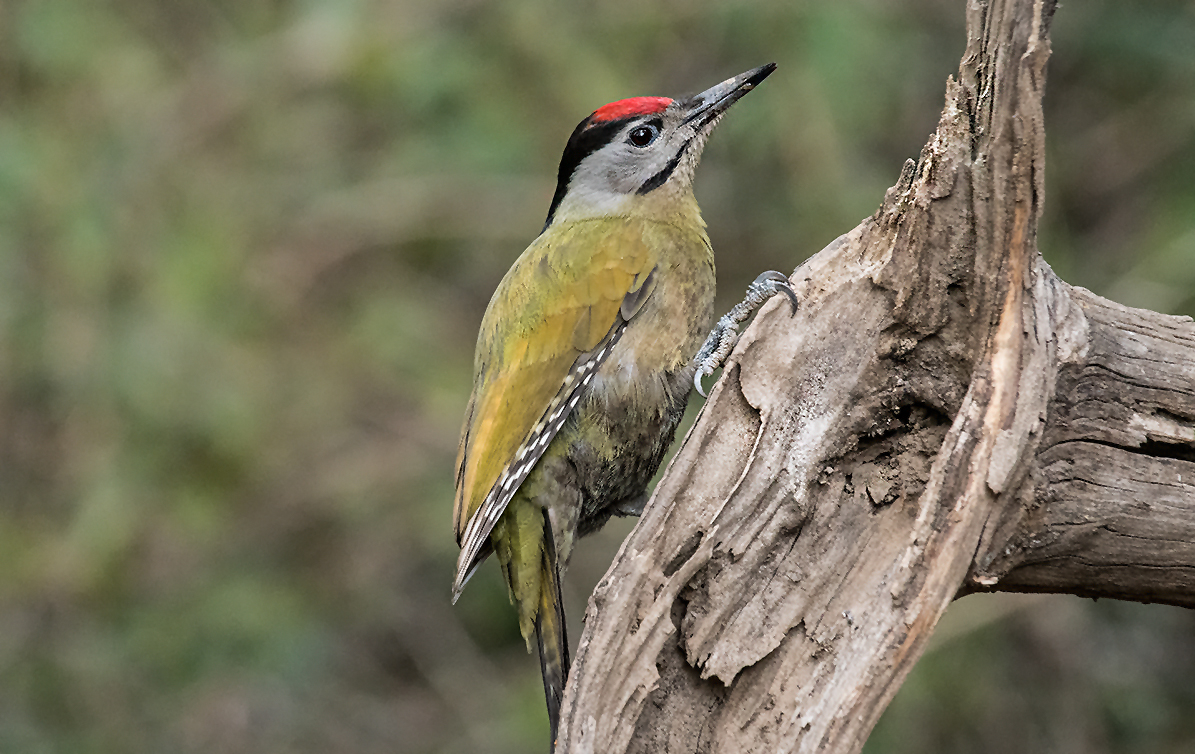
Grauspecht

Erhaltung und Entwicklung von ausgedehnten, lebensraumtypischen Laub- und Mischwäldern – vor allem Buchenwälder – mit bis zu zehn Bäumen pro Hektar sowie hohen Alt- und Totholzanteilen, die Vermeidung der Zerschneidung und Verinselung der besiedelten Waldgebiete, die Erhaltung und Entwicklung von sonnigen Lichtungen, Waldrändern, lichten Waldstrukturen und Kleinstrukturen sowie Grünland als Nahrungsflächen, die Verbesserung des Nahrungsangebotes (zum Beispiel reduzierte Düngung, keine Pflanzenschutzmittel), die Erhaltung von Höhlenbäumen sowie Förderung eines dauerhaften Angebotes geeigneter Brutbäume (besonders >100-jährige Buchen, Bäume mit Schadstellen) sowie Vermeidung von Störungen an den Brutplätzen von März bis Juli.

#### Raufußkauz

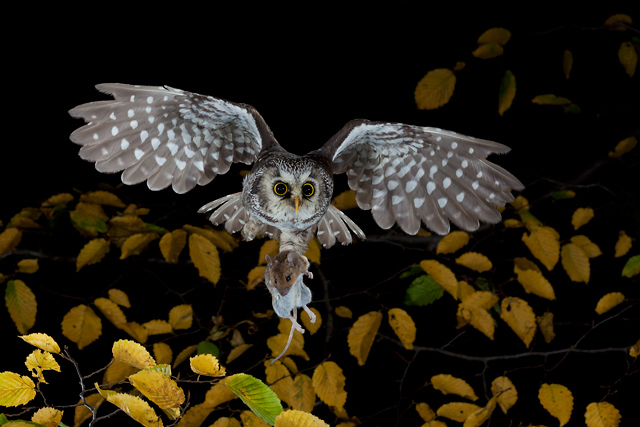
Raufußkauz im Flug

Erhaltung und Entwicklung von ausgedehnten, reich strukturierten Mischwäldern – vor allem Buchenwälder – mit hohen Alt- und Totholzanteilen sowie mit deckungsreichen Tageseinständen (kleine Fichtenbestände), die Vermeidung der Zerschneidung der besiedelten Waldgebiete, die Erhaltung und Entwicklung von Lichtungen als Nahrungsflächen, die Erhaltung und Förderung eines dauerhaften Angebotes von Höhlenbäumen (Schwarzspechthöhlen; ggf.übergangsweise Anbringen von Nistkästen; vor Baumfällung in Vorkommensgebieten Kontrolle auf mögliche Brutvorkommen) sowie die Vermeidung von Störungen an den Brutplätzen von März bis Juli.

#### Schwarzspecht

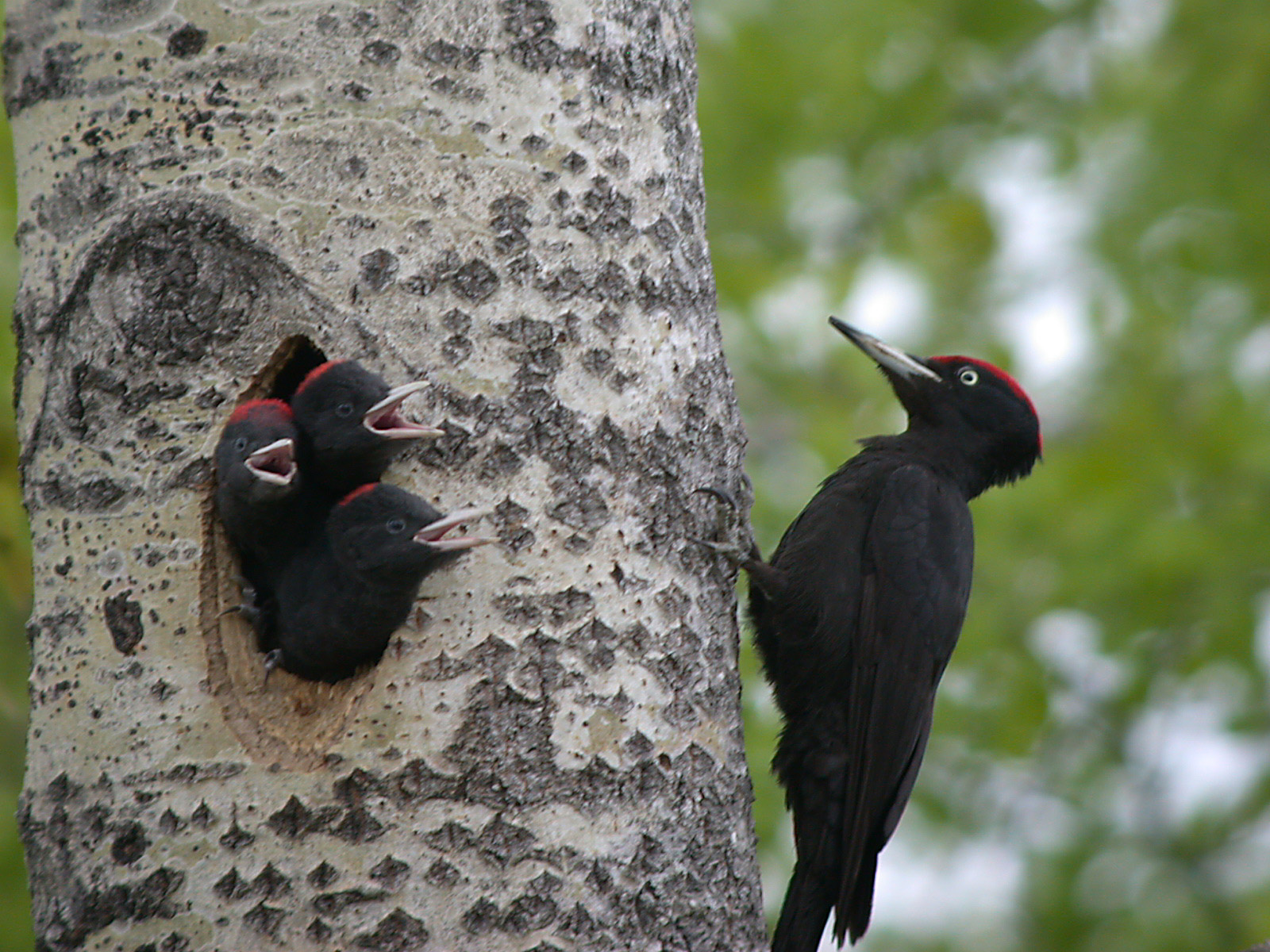
Schwarzspecht

Erhaltung und Entwicklung von lebensraumtypischen Laub- und Mischwäldern – vor allem Buchenwälder – mit hohen Alt- und Totholzanteilen, die Vermeidung der Zerschneidung der besiedelten Waldgebiete, die Erhaltung und Entwicklung von sonnigen Lichtungen, Waldrändern, lichten Waldstrukturen und Kleinstrukturen (Stubben, Totholz) als Nahrungsflächen, die Verbesserung des Nahrungsangebotes (keine Pflanzenschutzmittel), die Erhaltung von Höhlenbäumen sowie Förderung eines dauerhaften Angebotes geeigneter Brutbäume (besonders >100-jährige Buchen) sowie die Vermeidung von Störungen an den Brutplätzen von März bis Juni
Der Schwarzspecht (Dryocopus martius) war 1981 Vogel des Jahres in Deutschland.

#### Uhu

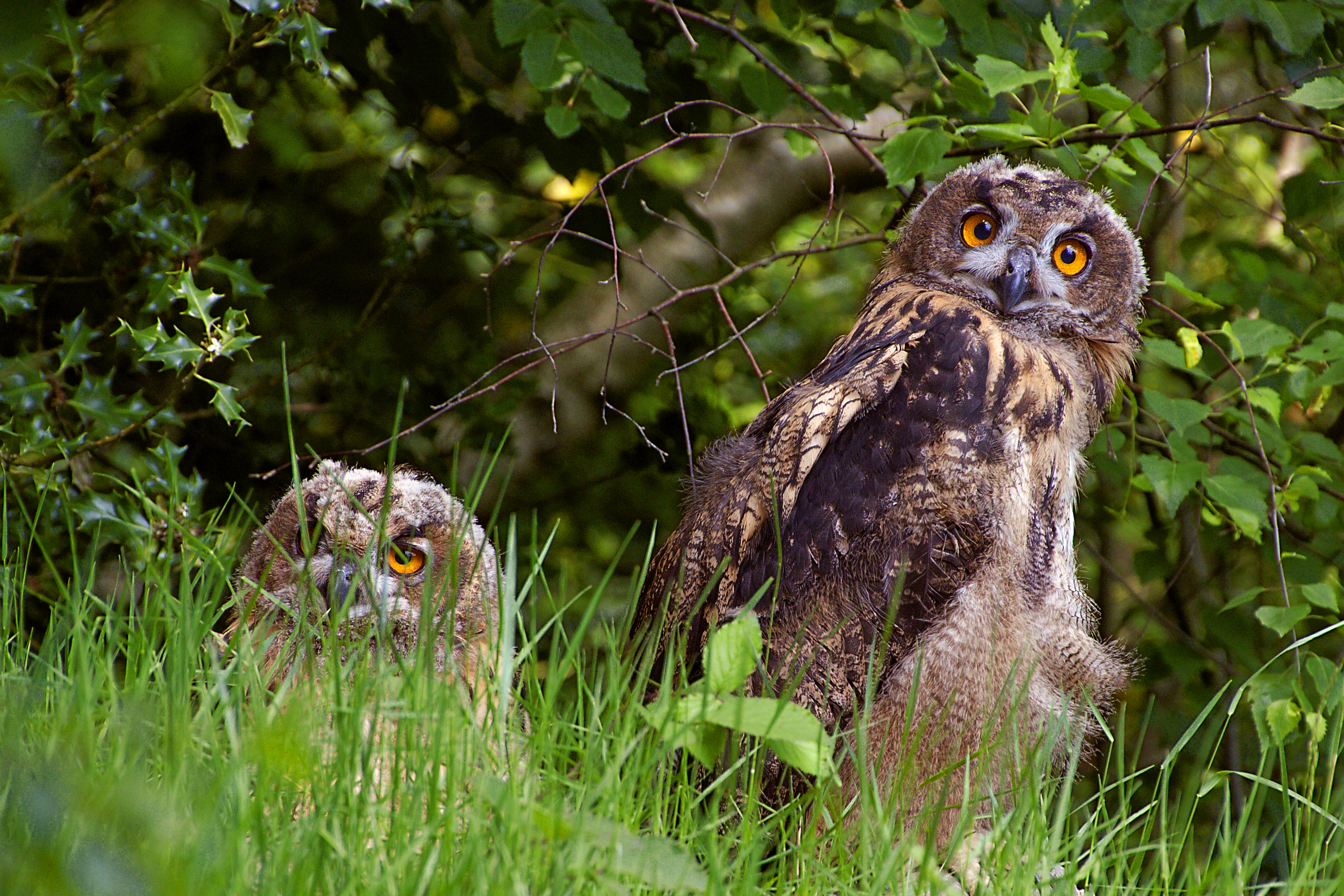
Uhu

Erhaltung von störungsfreien Felsen, Felsbändern und Felskuppen, der Verzicht auf Verfüllung und/oder Aufforstung von aufgelassenen Steinbrüchen, die Vermeidung der Zerschneidung der besiedelten Lebensräume, das gegebenenfalls behutsame Freistellen von zuwachsenden Brutplätzen, die Vermeidung von Störungen an den Brutplätzen (Februar bis August) sowie die Entschärfung bzw. Absicherung von gefährlichen Strommasten und Freileitungen
Der Uhu (Bubo bubo) war 2005 Vogel des Jahres in Deutschland.

#### Wanderfalke

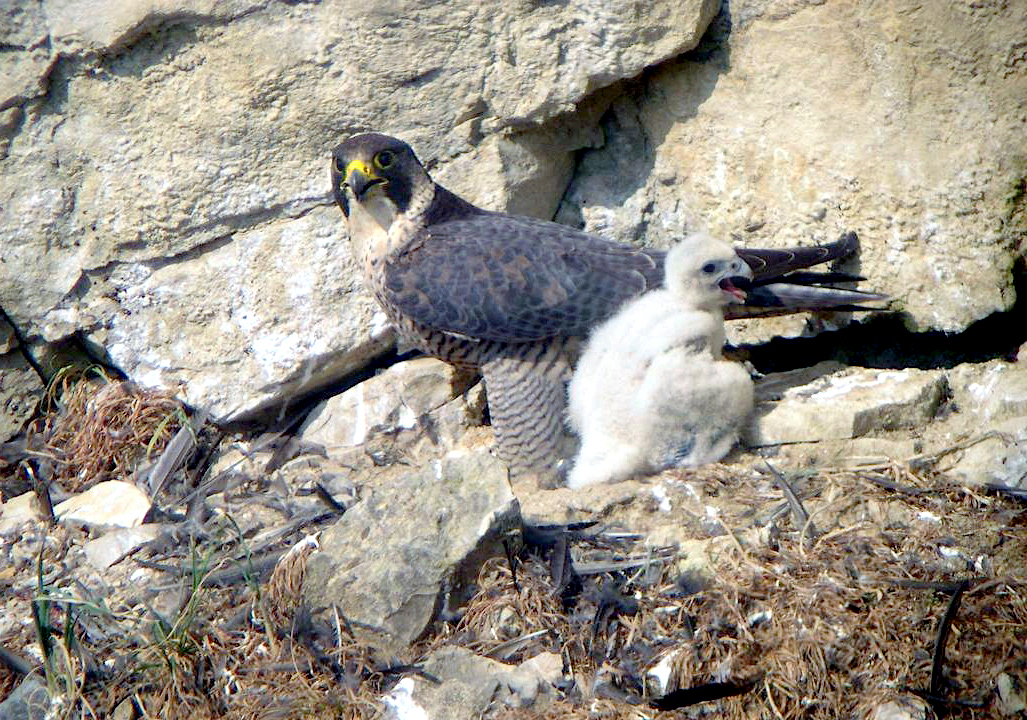
Wanderfalke

Erhaltung von offenen Felswänden, Felsbändern und Felskuppen mit Nischen und Überhängen, das gegebenenfalls behutsame Freistellen von zuwachsenden Brutplätzen, die Erhaltung der Brutplätze an Bauwerken sowie die Vermeidung von Störungen an den Brutplätzen von März bis Juni
Der Wanderfalke (Falco peregrinus) war 1971 Vogel des Jahres in Deutschland.

## Zusammenhang mit anderen Schutzgebieten
Die Bruchhauser Steine wurde außer zum Vogelschutzgebiet „Bruchhauser Steine“ auch in vier weiteren Schutzkategorien ausgewiesen, wobei jeweils die Felsen im Schutzgebiet liegen während es Abweichung bei den Umgebungsflächen gibt:
- Nationales Naturmonument Bruchhauser Steine
- Nationaler Geotop Bruchhauser Steine
- FFH-Gebiet Bruchhauser Steine
- Naturschutzgebiet Bruchhauser Steine

## Info-Center
Etwas westlich, unterhalb der Bruchhauser Steine steht das Informations- und Service-Center Bruchhauser Steine der Stiftung Bruchhauser Steine. Am dort befindlichen offiziellen Eingang zu den Felsen müssen Besucher ein Eintrittsgeld und für ihr Fahrzeug eine Parkgebühr bezahlen.